# Ekspedycja 21
Ekspedycja 21 – dwudziesta pierwsza ekspedycja na Międzynarodową Stację Kosmiczną, trwająca od października do grudnia 2009 r. Załoga liczyła początkowo sześcioro astronautów – Maksim Surajew i Jeffrey Williams przylecieli na stację 2 października na pokładzie Sojuza TMA-16, pozostali przeszli z Ekspedycji 20. 25 listopada na pokładzie wahadłowca Atlantis (STS-129) stację opuściła Nicole Stott.

## Załoga

### Załoga pierwsza - 6 członków (od października 2009 do listopada 2009)
- Frank De Winne (2) Dowódca - ESA[3]
- Roman Romanienko (1) Inżynier pokładowy 1 - Roskosmos
- Robert Thirsk (2) Inżynier pokładowy 2 - CSA
- Jeffrey N. Williams (3) Inżynier pokładowy 3 - NASA
- Maksim Surajew (1) Inżynier pokładowy 4 - Roskosmos
- Nicole P. Stott (1) Inżynier pokładowy 5 - NASA

### Załoga druga - 5 członków (od listopada do grudnia 2009)
- Frank De Winne (2) Dowódca - ESA[3]
- Roman Romanienko (1) Inżynier pokładowy 1 - Roskosmos
- Robert Thirsk (2) Inżynier pokładowy 2 - CSA
- Jeffrey N. Williams (3) Inżynier pokładowy 3 - NASA
- Maksym Surajew (1) Inżynier pokładowy 4 - Roskosmos

Liczba w nawiasie oznacza liczbę lotów odbytych przez każdego z astronautów, łącznie z Ekspedycją 21.